# القحيزة (الرضمة)

تعديل مصدري - تعديل

القحيزة هي إحدى قرى عزلة كحلان بمديرية الرضمة التابعة لمحافظة إب، بلغ تعداد سكانها 392 نسمة حسب تعداد اليمن لعام 2004.